# Grabstein des Jehuda ben Schne‘or

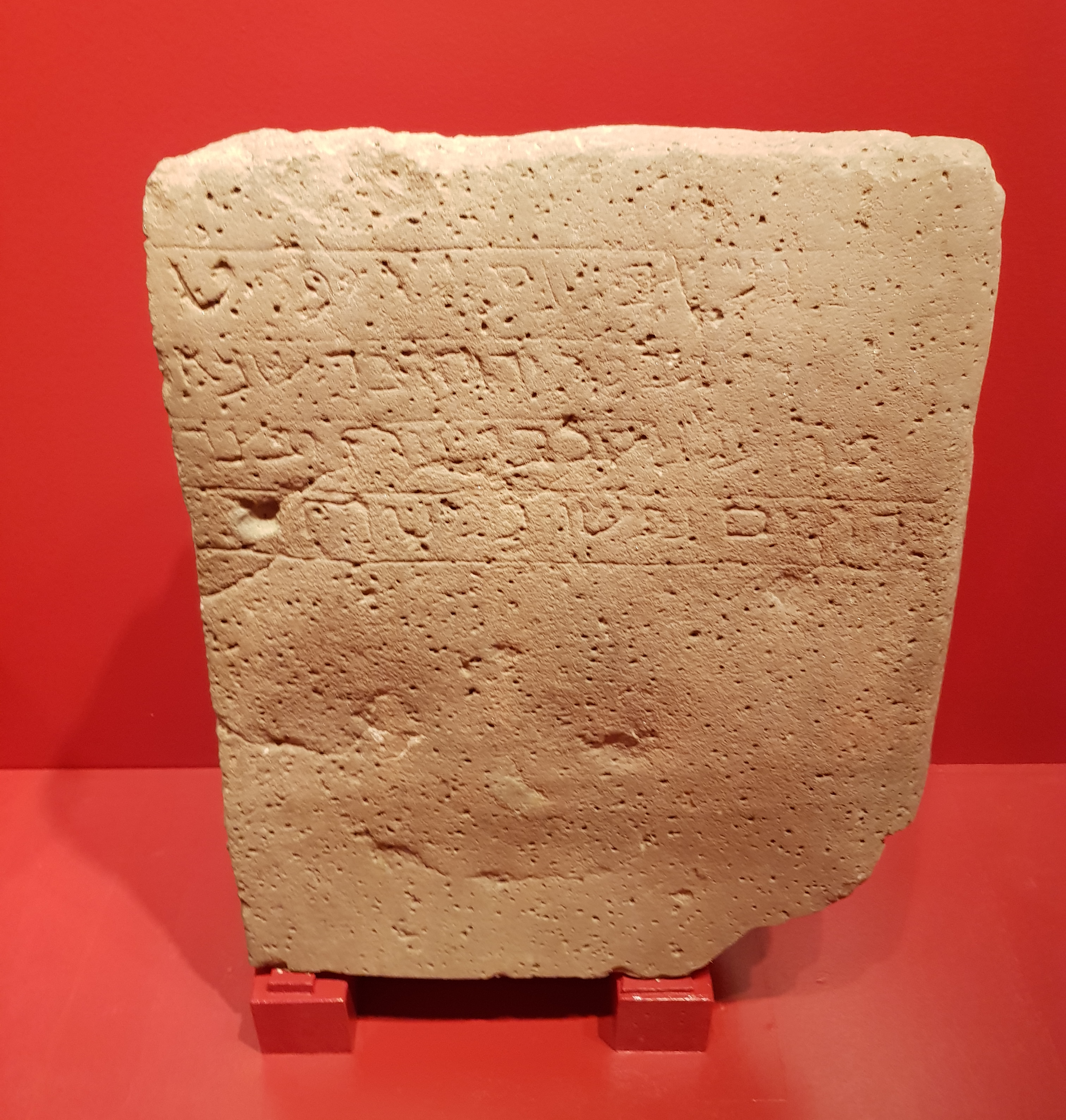
Grabstein des Jehuda ben Schne‘or im Landesmuseum Mainz

Der Grabstein des Jehuda ben Schne‘or datiert in das Jahr 1049 und ist der älteste erhaltene Grabstein aus der jüdischen Gemeinde in Magenza, dem jüdischen Mainz. Gleichzeitig ist er einer der ältesten und sicher datierbaren Nachweise der jüdischen Gemeinde in der SchUM-Stadt Magenza und der älteste datierte jüdische Grabstein in Westeuropa. Der Grabstein befindet sich im Landesmuseum Mainz (Inv.-Nr. DL1997/59).

## Geschichtlicher Hintergrund
Eine jüdische Gemeinde in Mainz kann bereits zu einer wesentlich früheren Zeit, wahrscheinlich bis in das römische Mogontiacum, vermutet werden. Auch Berichte über die Bedeutung der Stadt als blühende Fernhandelsmetropole im frühen Mittelalter lassen dies plausibel erscheinen. Erste eindeutige Nachweise finden sich ab der Mitte des 10. Jahrhunderts in Form überlieferter rabbinischer Rechtsgutachten aus Mainz, die auf eine bereits bestehende, blühende jüdische Gemeinschaft schließen lassen. In dieser Zeit kam es zur vermehrten Einwanderung von jüdischen Familien aus dem südeuropäischen Raum und das Magenza entwickelte sich zum bekanntesten Zentrum des aschkenasischen Judentums.

## Der Grabstein

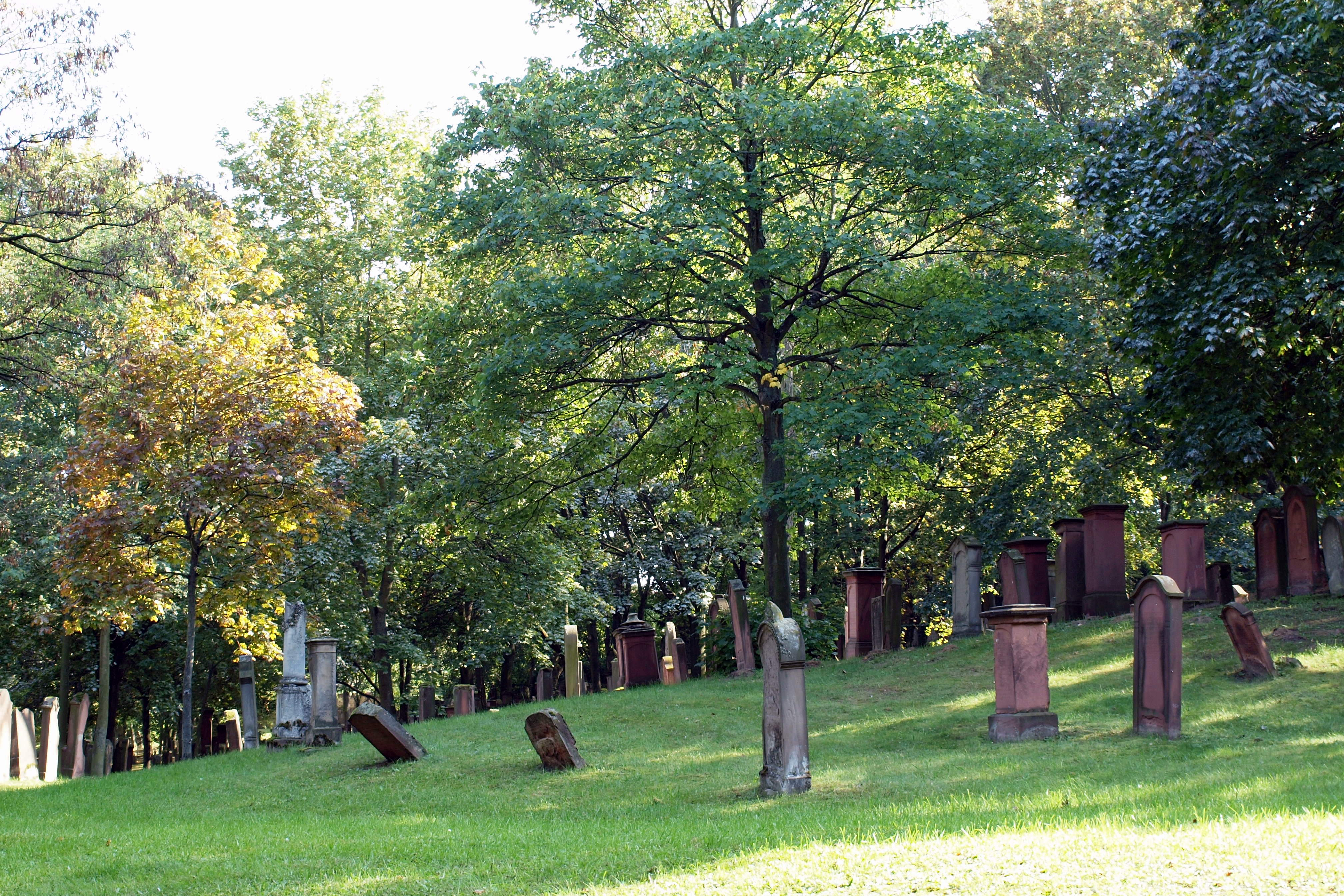
Blick von der Mombacher Straße auf den Judensand

Der aus hellrötlichem Sandstein gefertigte Grabstein ist leicht rechteckig, 84 cm hoch, 65 cm breit und 23 cm tief. Die rechte Ecke ist abgebrochen, ansonsten ist der Grabstein gut erhalten. Es ist anzunehmen, dass der Grabstein des Jehuda ursprünglich auf dem Judensand, dem um das Jahr 1000 gegründeten alten Jüdischen Friedhof von Magenza, aufgestellt wurde. Wie viele andere jüdische Grabsteine des Friedhofs wurde er wahrscheinlich 1438 während eines Pogroms bei der Schändung des Friedhofs und der kurzzeitigen Vertreibung der jüdischen Bevölkerung von Magenza entfernt und als Bau- und Füllmaterial verwendet. 1922 fand man den Grabstein, zusammen mit 15 anderen mittelalterlichen jüdischen Grabsteinen, in den Wölbungen und Widerlagern der spätmittelalterlichen Brücke unter dem Brückenturm der Mainzer Gautorbefestigung. Hier wurden die Grabsteine zur Stabilisierung der Brückenbögen eingemauert. Auf Initiative der damaligen Rabbiner Sali Levi und Siegmund Salfeld wurde 1926 auf dem Gelände des mittelalterlichen Judensandes ein Denkmalfriedhof mit den noch erhaltenen jüdischen Grabsteinen des Mittelalters und der Neuzeit errichtet. Dort wurde auch der Grabstein des Jehuda wieder aufgestellt. Wegen seiner Bedeutung und seines Alters sowie zum Schutz vor weiteren Umwelteinflüssen wurde er 1997 wieder entfernt und ist seitdem Teil der Sammlung Judaica im Landesmuseum Mainz.

## Die Inschrift
Die Inschrift ist weitgehend unbeschädigt und in vier Zeilen angeordnet. Ober- und unterhalb jeder Zeile ist ein Trennstrich in den Stein eingemeißelt, ein Merkmal, das auch andere jüdische Grabsteine des 11. Jahrhunderts aufweisen. Die Inschrift wurde seit Auffinden des Grabsteins unterschiedlich gelesen und interpretiert. Sehr ausführlich hat sich Klaus Cuno in seiner Dissertation 2012 mit der Inschrift beschäftigt. Die von ihm publizierte untenstehende Lesart wurde auch in die Quellen zum UNESCO-Welterbe-Antrag übernommen:
Am 23. [Tag] im [Monat] Nissan im [Jahr] 809 der Zeitrechnung

[(ging | verschied)] zu seiner Ewigkeit Jehuda, Sohn des Rabbi Senior.

Friede möge über seiner Lagerstätte ruhen und im Bündel

des Lebens [sei/ist] seine Seele in Ruhe

In dieser Lesart lautet der Name des Vaters Senior, weit verbreitet ist auch die andere Lesart Schn'eor (in englischer Sprache: Yehuda, son of Shneʾur).

## Vergleichbare Grabsteine in Mainz

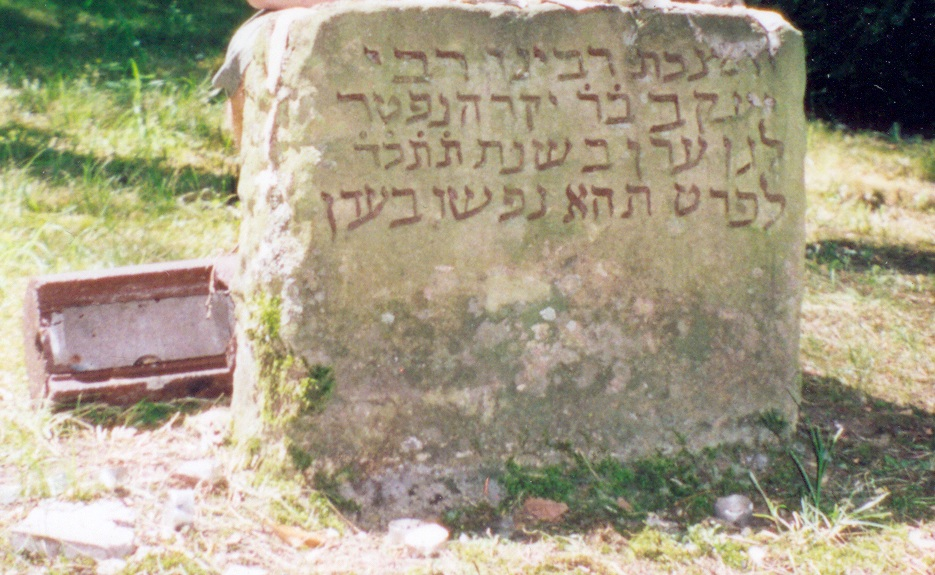
Grabstein des Jakob ben Jakar (gestorben 1064) auf dem Mainzer Judensand

Es gibt außer dem Grabstein des Jehuda noch zehn weitere erhaltene Steindenkmäler, die ebenfalls in die zweite Hälfte des 11. Jahrhunderts datiert werden. Teils sind es die Grabsteine der betreffenden Person, teils auch Epitaphe. Auf das Jahr 1062 wird das Epitaph für Mosche ben Kalonymos aus der bekannten Familie der Kalonymiden datiert, auf 1063 oder 1064 der Grabstein des Jakob ben Jakar, der ebenfalls am Gautor gefunden wurde. Weitere Grabsteine wie der von Rebekka bat Jizchak oder Hanna bat Joel datieren auf die Jahre 1080, 1084, 1089. Den Abschluss der jüdischen Grabsteine des 11. Jahrhunderts vom Mainzer Judensand bildet der des Meschullam ben Mosche ben Ithi aus dem Jahr 1094 oder 1095.
Beim Abriss der direkt dem jüdischen Friedhof benachbarten Landwirtschaftlichen Schule (einer Außenstelle des Dienstleistungszentrums Oppenheim) 2007 wurden jüdische Gräber in situ (in natürlicher Lage) entdeckt. Darunter befand sich auch das Grab des Amram ben Yona. Dessen erhaltener Grabstein wies ihn als am 31. August 1086 gestorbenen Märtyrer aus. Das Grab wurde, ebenso wie andere benachbarte Gräber, gemäß den jüdischen Begräbnisriten nicht überbaut und wieder zugedeckt.